# Griffin Canning
Griffin Alexander Canning (Mission Viejo, California, 11 de mayo de 1996), más conocido como Griffin Canning, es un jugador profesional estadounidense de béisbol que se desempeña en la posición de lanzador en New York Mets, equipo de las Grandes Ligas de Béisbol (MLB).

## Carrera
Canning hizo su debut en la MLB con el equipo Los Angeles Angels, en el cual jugó cinco temporadas (2019-2021, 2023-2024), después pasó a New York Mets.